# Garenne
Pour les articles homonymes, voir La Garenne (homonymie).

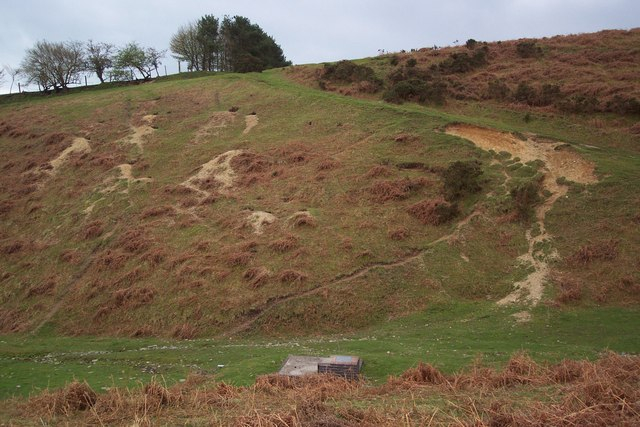
Garenne naturelle dans l'Herefordshire.

Une garenne est un espace boisé ou herbeux où vivent des lapins sauvages dans un terrier possédant de multiples entrées. Ce nom désigne aussi dans la tradition un vaste enclos destiné à maintenir en semi-captivité des lapins de garenne et plus tard des lapins domestiques.

## Histoire

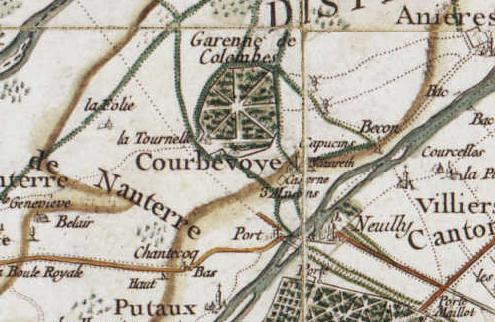
La Garenne de Colombes en 1750, détail de la carte de Cassini.

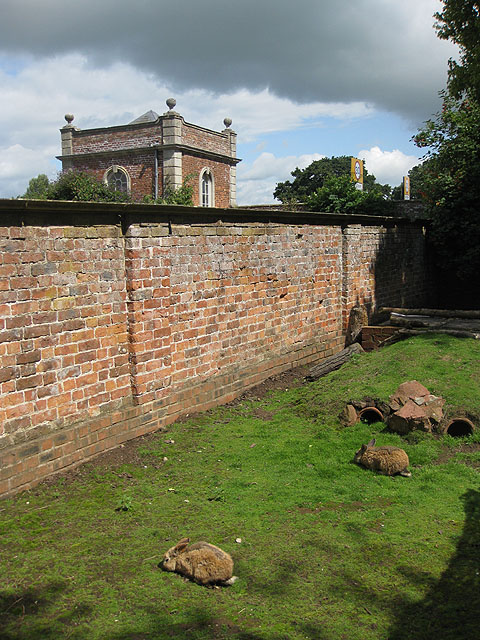
Reconstitution d'une garenne à Westbury Court Garden (Royaume-Uni), destinée au XVIIIe siècle à compléter les ressources alimentaires.

À l'origine, la garenne est un espace réservé à certaines espèces de gibier et où les animaux peuvent trouver pâture. Elle a comme précurseur les leporaria romaines (enclos à gibier) et les forestis de l’époque franque (silvae royales où seul le roi a droit de chasse). Initialement non clos (« garenne libre ou ouverte », dite encore « garenne justicière » constituée de bois, taillis ou de bruyères) puis mis en défens (« garenne close ou forcée » par des enclos de murs ou des fossés d'eau), cet espace « garé » et « gardé » voit la prolifération d'animaux, dont les lièvres et lapins. Droit régalien sous les Carolingiens puis droit seigneurial, un seigneur s'y réserve le droit de chasse (avec son ban de garenne, il se réserve surtout le grand gibier, les paysans participant, plus ou moins légalement, à la capture des lapins par filets, lacets, collets ou trappes) ou de pêche, pour les garennes à poisson. Ces espaces réservés féodalement sont généralement situés à proximité d'une demeure seigneuriale.
La croissance démographique et le besoin en terres met un frein au développement des garennes : les ordonnances de Jean le Bon du 28 décembre 1355 et du 3 mars 1356 interdisent d'accroître les anciennes garennes, d'en créer de nouvelles et obligent à les clore. Charles VII en 1451, François Ier en 1515 et Henri IV confirment cette évolution tandis que se développe la domestication du lapin (sélection de souches ou de races) en garennes forcées ou closes puis en clapiers surtout à partir du XIXe siècle.
Le droit de garenne est l'un des privilèges abolis dans la nuit du 4 août par l'Assemblée nationale constituante en 1789.

## Écologie

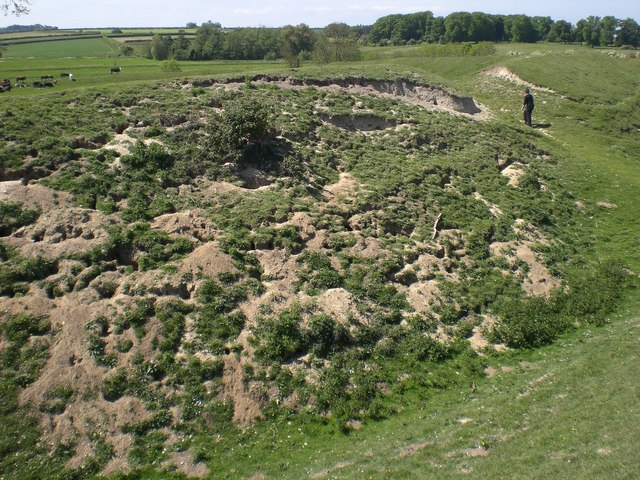
Érosion d'un terrain due à la présence d'une garenne.

## Garennes dans la culture populaire

### Toponymie

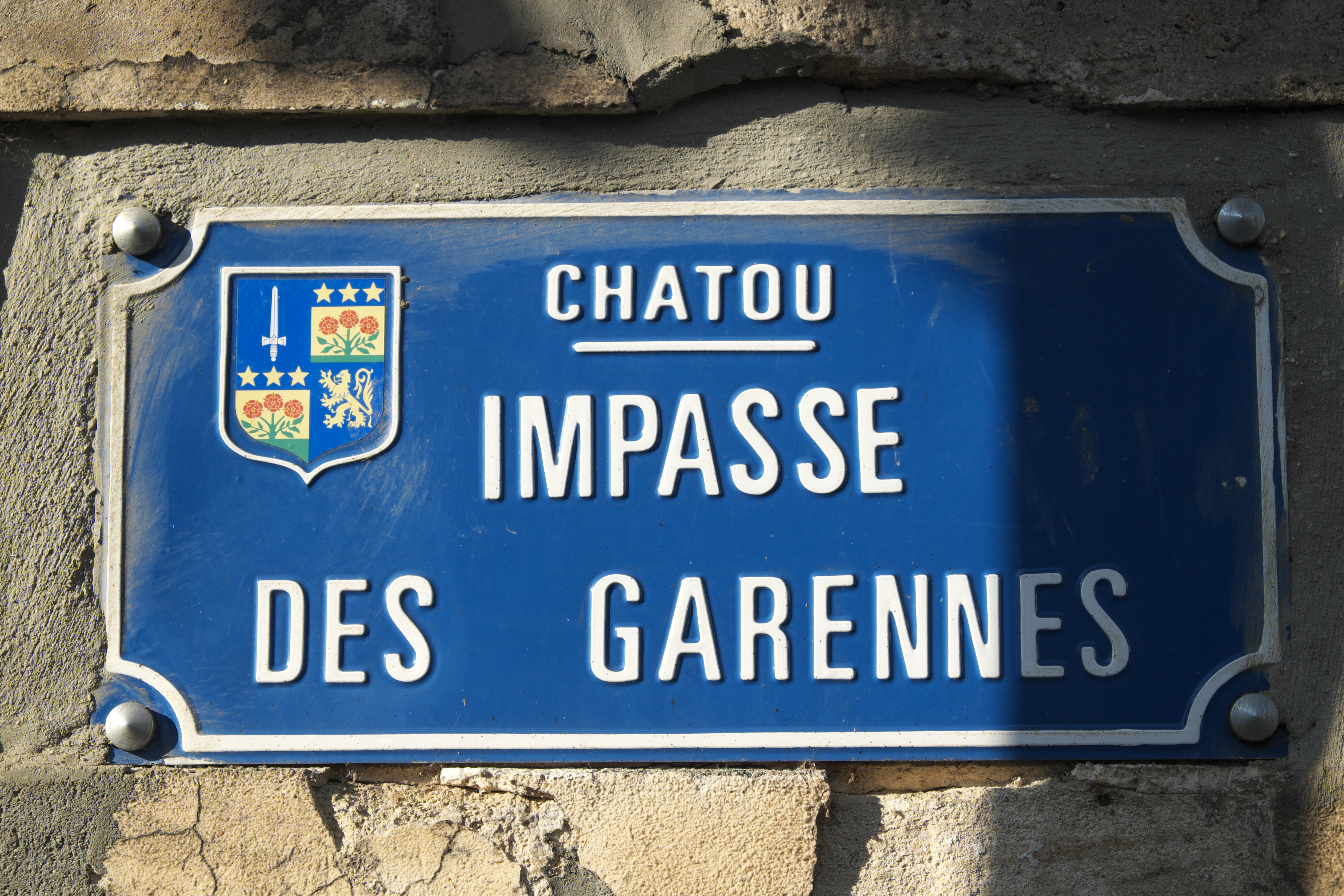
Impasse des Garennes à Chatou.

Dans les grandes garennes, dunaires notamment (dans le nord de la France par exemple, sur l'actuelle zone plus ou moins naturellement enforestée des dunes de Merlimont), les archives révèlent des « plans de garennes » parfois assez précis et comprenant une toponymie souvent relative à la microtopographie. Jusqu'au début du XXe siècle, il y avait peu de routes et de points de repère dans les grandes garennes, et le bornage pouvait être rendu difficile par les mouvements de dunes en bord de mer. Les aménagements cynégétiques sont repérés sur les plans et chaque mare a son propre nom.
Voir par exemple des toponymes comme La Garenne, Hautes-Garennes ou encore des lieux comme Motte castrale de Garenne-de-la-Motte, Garenne de Colombes, des voies publiques comme Place des Garennes ou Avenue de la Garenne, ou encore des édifices comme Haut de la Garenne, Villa de la Garenne-Valentin, Manoir de la Garenne, Lavoirs de la Garenne, Menhir de la Garenne, etc.

### Zoonymie
Le Lapin de garenne ou Lapin commun (Oryctolagus cuniculus) est une espèce de mammifères lagomorphes de la famille des Léporidés.
Le terme chien de garenne désigne plusieurs races de chien de chasse spécialisé dans la chasse au lapin de garenne.

### Art et littérature

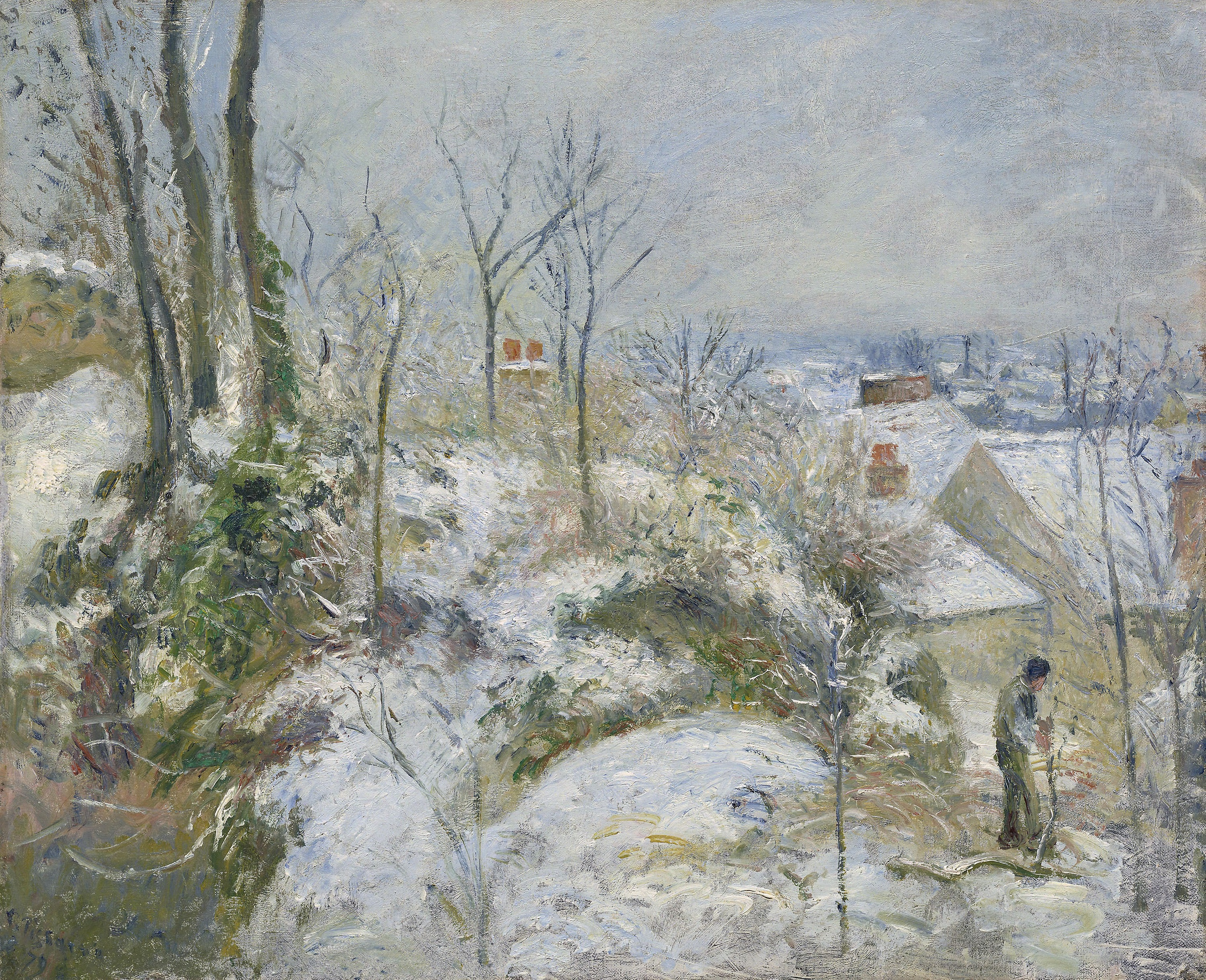
La Garenne à Pontoise. Pissarro, 1879.

Les Garennes de Watership Down (Watership Down) est un roman de l'auteur britannique Richard George Adams. Il raconte les aventures d'un groupe de lapins qui tentent d'échapper à la destruction de leur garenne et cherchent un nouvel endroit où s'établir.

## Source
Roger Brunet, Les Mots de la géographie, dictionnaire critique, Reclus-La Documentation française, 1992, 3e éd. 1993 (dir., avec R. Ferras et H. Théry), 518 p.  (ISBN 2-11-003036-4)